# 恵下谷ランプ
恵下谷ランプ（えげだにランプ）は、広島県三原市の三原バイパス（国道2号）上のランプである。
東側の駒が原トンネルと西側の八坂トンネルの間の短い明かり区間に設置されており、カーブのきついループ状のランプウェイで広島県道25号三原東城線に接続している。

## 道路
- 国道2号（三原バイパス）

## 接続する道路
- 広島県道25号三原東城線

## 周辺
- 恵下谷

## 隣
国道2号三原バイパス
中之町ランプ - 恵下谷ランプ - 小浦ランプ